# Botanischer Garten der Südlichen Föderalen Universität

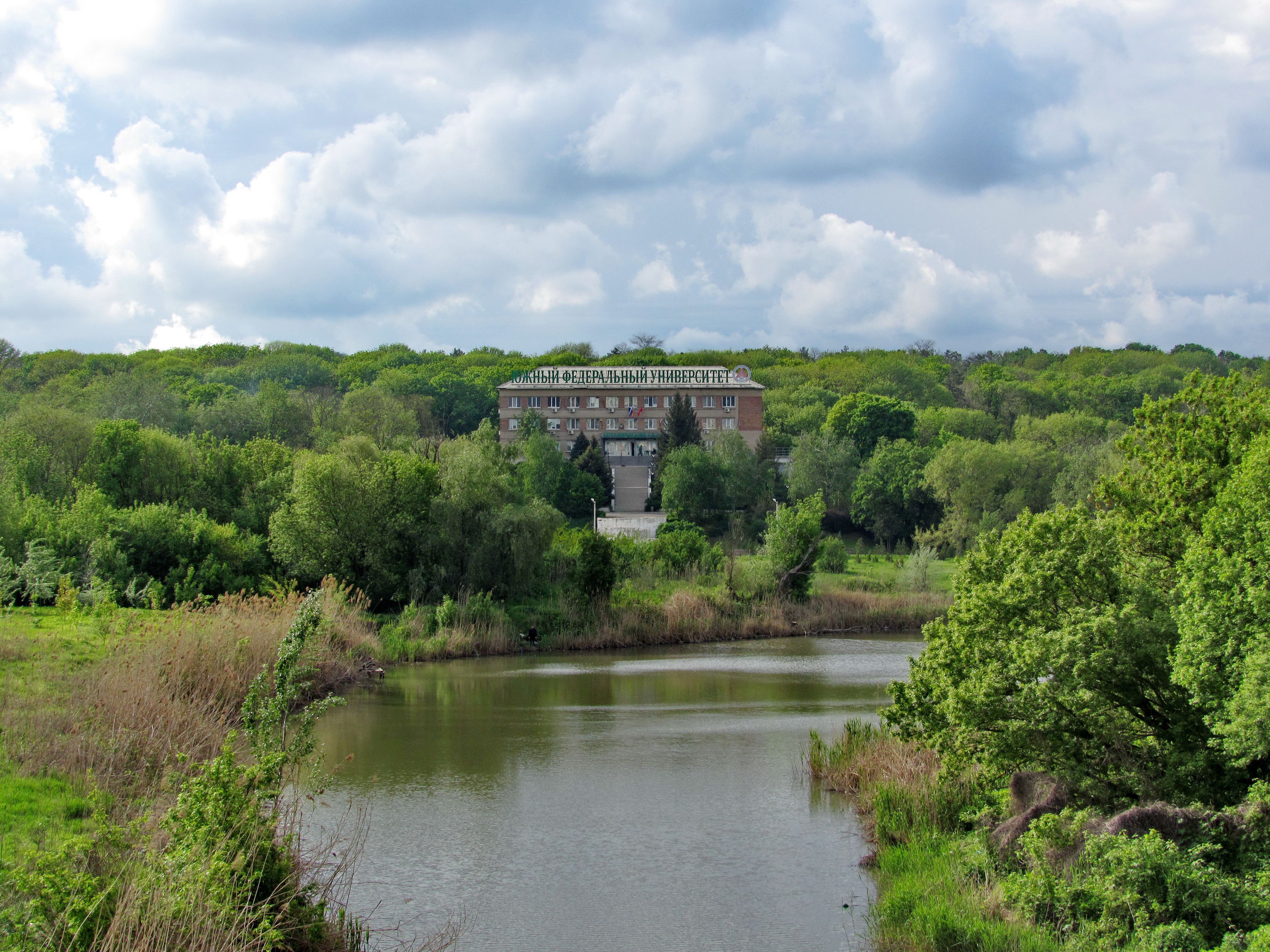
Botanischer Garten in Rostow

Der Botanische Garten der Südlichen Föderalen Universität in Rostow am Don hat eine Flächengröße von 160,5 ha und beherbergt rund 6500 Pflanzenarten.
Zu den wichtigen Themenfeldern des Botanischen Garten zählen die Untersuchung, Mobilisierung und vernünftige Verwendung der Pflanzen der Steppenzone, ferner die Erhaltung der Welt- und Steppenflora.
Die wissenschaftlichen Aufgaben sind:
- die Einschätzung des Naturzustandes im Rostower Gebiet
- die Erforschung der Schutzprobleme der Steppenvielfalt

Der Garten gilt heute als großes akademisches kulturelles Informationszentrum.

## Geschichte der Gründung
Die Idee der Gartengründung entstand schon 1915, als die Warschauer Universität während des Ersten Weltkriegs nach Rostow am Don evakuiert wurde. Als Gründer des botanischen Gartens gelten die Professoren der Rostower Universität Wikentij Ferdinandowitsch Chmelewski und W. Werschkowski.
Im April 1927 teilten die Stadtbehörden der Universität eine Fläche von 74 Hektar für den Botanischen Garten der Nordkaukasischen Universität zu. Die Wahl des Geländes war auch dadurch bedingt, dass sich dort noch vor der Oktoberrevolution der Blumengarten der Brüder Ramm, welche ursprünglich aus den Niederlanden stammten, befand.
Seit dem Jahr 1928 führt der Garten seine Tätigkeit als eigenständiges wissenschaftliches Forschungslabor der Südlichen Föderalen Universität (früher Nordkaukasische Universität).
Zu den Aufgaben des Botanischen Gartens gehörten damals Popularisierung der biologischen Wissenschaften, kulturelle Aufklärung der Bevölkerung, Einführung der neuen wertvollen Pflanzen in Landwirtschaft und „Steppenwiederaufforstung“ der Wälder im Rostower Gebiet.
Zum ersten Direktor des Botanischen Gartens wurde W. Werschkowski ernannt. 1927 entwickelte er zusammen mit einheimischen Fachleuten den Entwurf des Botanischen Gartens.
In der ersten Etappe wurden im Wesentlichen ein Waldpark von 30 ha und ein Arboretum von 4,2 ha angelegt. In kürzester Zeit entstand eine Sammlung von über 400 für die dortige Gegend neuen Arten.
Zurzeit sind von den damals angepflanzten Pflanzenarten, die heute schon 65 bis 75 Jahre alt sind, noch 54 Arten in gutem Zustand erhalten. Darunter sind die in der Rostower Gegend selten anzutreffenden Arten wie Persische Eiche, Orientalische Weiße Eiche, Hainbuche, Spinnenblume, Haselnüsse, Walnussbaum, Korkbaum und Kleinblättrige Chinesische Ulme zu nennen. Das älteste Sammlungsexemplar, eine Sommereiche, ist 120 Jahre alt.
Für die zweite Etappe waren die Analyse und Inventur des Sammlungsbestandes charakteristisch. Es wurden sowohl Sammlungen von Gehölzen wie nussfrüchtige, Obst- und Nutzpflanzen als auch ein Fliederpflanzgarten und ein Rosarium angepflanzt.
In der dritten Etappe wurde ein neues Grundstück vom 18 ha Fläche dem Botanischen Garten angegliedert, wo ein systematisch gegliedertes Arboretum angelegt wurde. Dazu gehört die Anpflanzung einer Nadelholzsammlung. Diese Sammlung enthielt 130 Arten und Formen von Nadelgehölzen, von denen 80 für den Anbau im Rostower Gebiet empfohlen wurden. Gleichzeitig wurde der Sammlungsbestand der Stauden gebildet, in erster Linie der Blütenpflanzen – Gladiolen, Lilien und Tulpen.
In der Zeit der Besetzung durch die Wehrmacht von 1941 bis 1943 war der Großteil der Sammlungen und Anpflanzungen verlorengegangen bzw. zerstört.
In der Nachkriegszeit wurden alle Bauten rekonstruiert und der Sammlungsbestand wiederaufgebaut. In den 1960er Jahren entstanden neue Sammlungen von Heil- und dekorativen Gartenpflanzen, unter anderem ätherisches Öl enthaltende Pflanzen und Futterpflanzen sowie seltene und bedrohte Arten der Steppenflora. Die Sammlung der tropischen und subtropischen Pflanzen auf dem wettergeschützten Areal wurde 1953 angelegt.

## Errungenschaften
2017 beging der Botanische Garten der Stadt Rostow am Don sein 90-jähriges Jubiläum. In der Wissenschaft ist der Garten als großes Studien-, Ressourcen-, Informations- und Kulturobjekt anerkannt. Der Botanische Garten in Rostow am Don ist ein unikales „Naturmuseum“ mit mehr als 5000 Baumarten, Sträuchern und Graspflanzen. Die Sammlung der Arten der tropischen und subtropischen Flora aus Afrika, Australien, aus Süd- und Nordamerika und Südostasien, die in der Orangerie gezeigt wird, zählt 1600 Formen und Arten.

## Anerkennung
Die wissenschaftliche Tätigkeit des Botanischen Gartens ist nicht nur in Russland, sondern auch im Ausland anerkannt. Zum Beispiel haben die Formen der in dieser südlichen Klimazone akklimatisierten Walnüsse Bronzemedaillen der Allunionsausstellung der Errungenschaften der Wirtschaft bekommen. Mehrmals wurden die Ergebnisse der Arbeit der Rostower Blumenzüchter mit Urkunden, Diplomen und Medaillen bei russischen und internationalen Ausstellungen ausgezeichnet. Zum 80-jährigen Jubiläum im Jahre 2007 wurde der Botanische Garten als einziger Russlands in das Internationale Nachschlagefachbuch „Botanische Gärten. Eine lebendige Geschichte“ eingetragen.

## Pflanzen im Garten

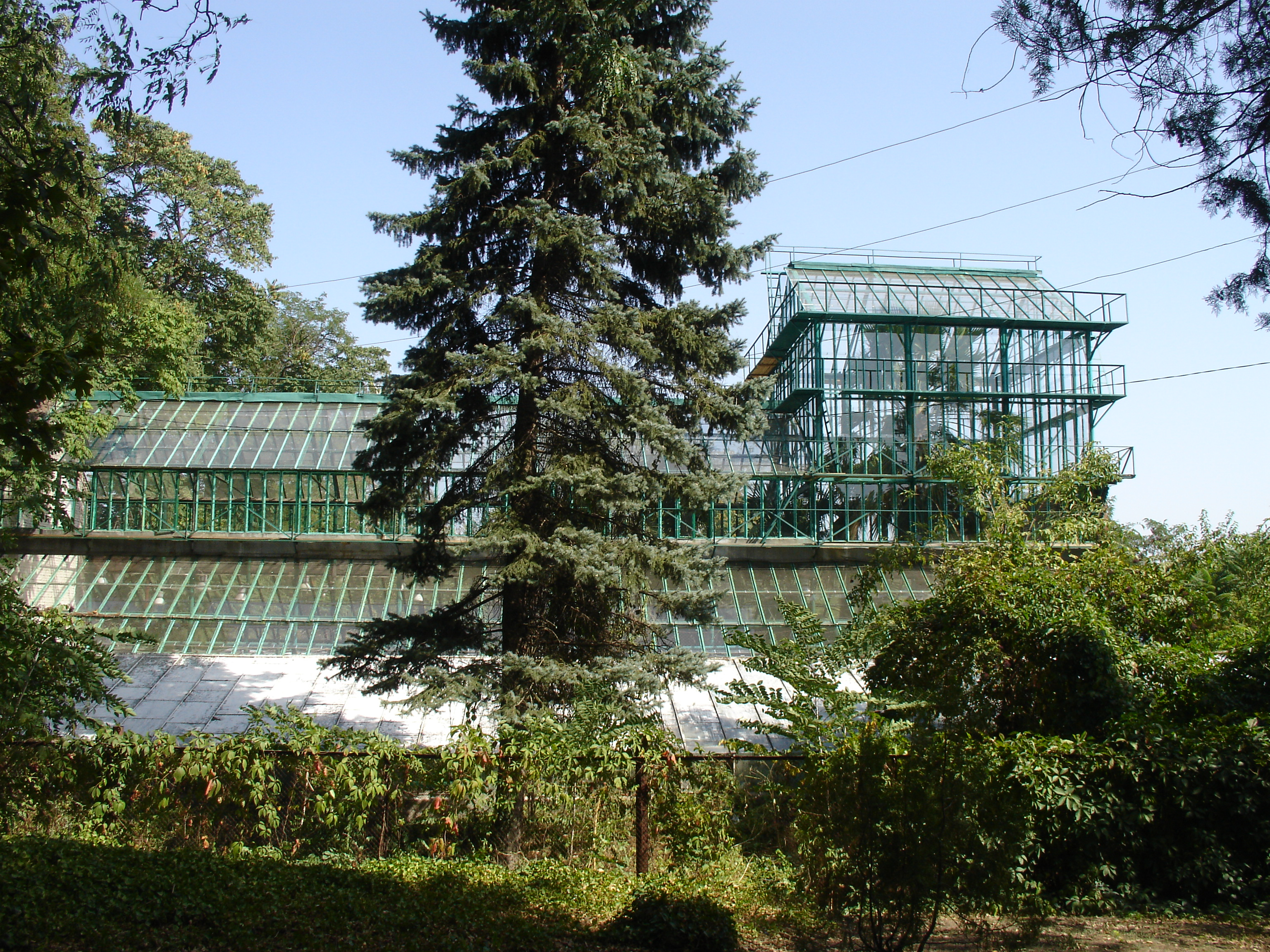
Orangerie

Einige Fakten zu den Pflanzenarten im Botanischen Garten:
- Auf dem Gelände des Gartens gibt es rund 100 Arten der seltenen und bedrohten Pflanzen; darunter 41 Arten auf der Roten Liste Russlands eingetragen.
- In den Orangerien befinden sich die Sammlungen der Palmenarten und der wärmeliebenden tropischen und subtropischen Pflanzen aus Nord- und Zentralamerika, Afrika, Asien und Australien.
- Erstaunlich ist die Vielfältigkeit der Sukkulenten und Wasserpflanzen der Tropen.
- Auf dem ganzen Gelände des Gartens gibt es mehr als 6500 Arten der Blütenpflanzen, Sträucher und Bäume Russlands.

Im Herbarium des Botanischen Gartens, eines der größten in Europa, wurden mehr als 22.000 Pflanzenexemplare gesammelt. Einige von ihnen sind seit dem Jahre 1881 erhalten geblieben. Jährlich erneuert und erweitert der Botanische Garten die Sammlung des Saatgutes von Hybridformen und der seltenen Pflanzenarten.

## Botanischer Garten heute

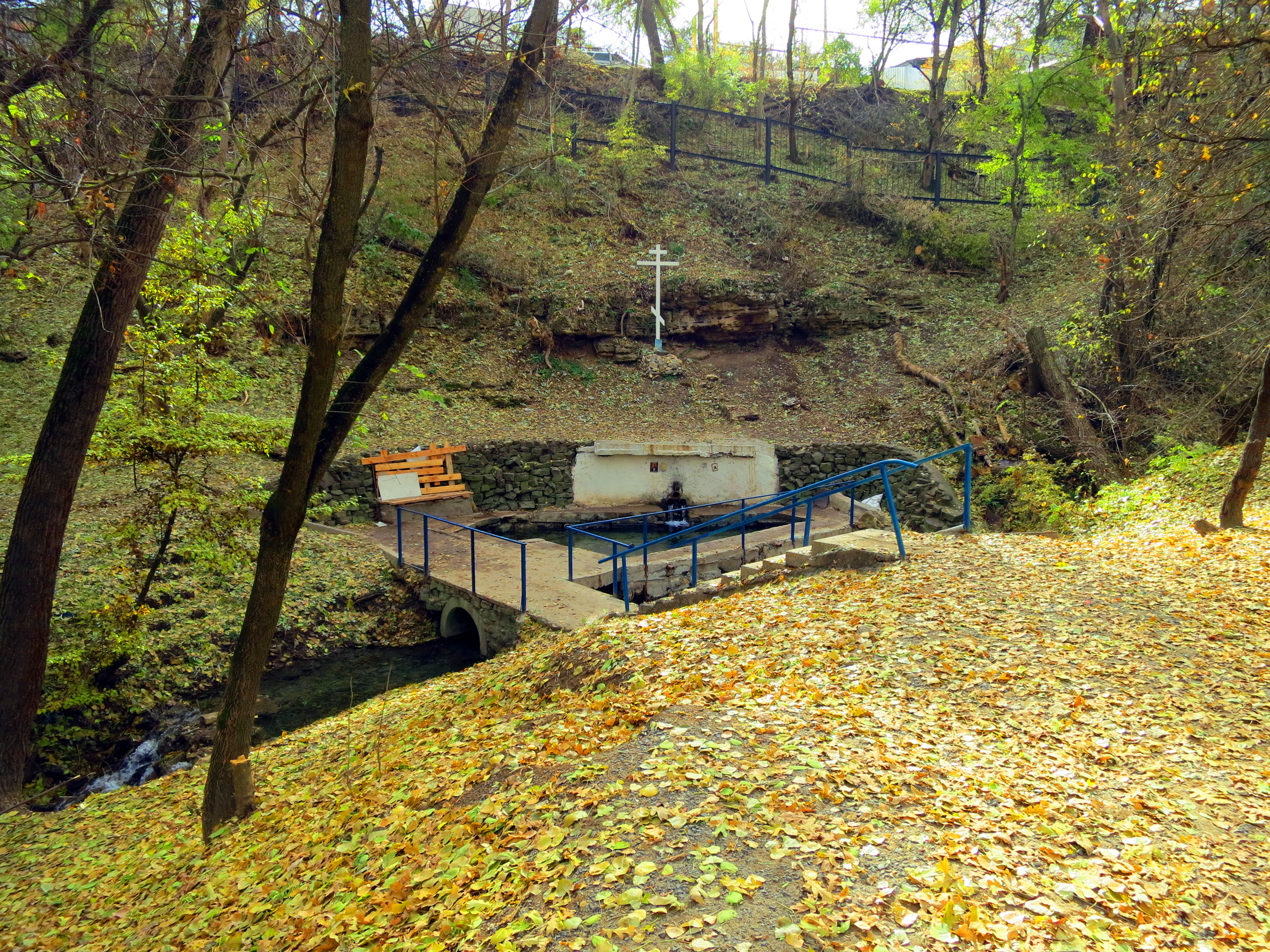
Mineralquelle St. Seraphim von Sarow

Die Öffnungszeiten des Botanischen Gartens von Rostow am Don ermöglichen es den Besuchern, den Park täglich zu besuchen. Die Gartenarbeiter bieten Führungen durch das Gartengelände an und erzählen Geschichten aus dem Leben des Gartens und wissenswerte Tatsachen über die gesammelten Pflanzen.
Durch das Gelände fließt der Fluss Temernik und auch ein kleiner Bach. Auf dem Gebiet des Gartens befindet sich eine Mineralquelle mit medizinisch wirksamen Trinkwasser. Die Quelle ist nach dem Mönch Seraphim von Sarow benannt.
Auf dem Territorium von Rostow am Don ist der Botanische Garten eine grüne Oase.